# كوم أشفين
كوم إشفين إحدى قرى مركز قليوب التابع لمحافظة القليوبية بجمهورية مصر العربية.

## التاريخ
قرية كوم أشفين من القرى القديمة، حيث وردت باسم «كوم إشفين» في أعمال الشرقية ضمن قرى الروك الصلاحي التي أحصاها ابن مماتي في كتاب قوانين الدواوين، كما وردت من أعمال ضواحي القاهرة ضمن قرى الروك الناصري التي أحصاها ابن الجيعان في كتاب «التحفة السنية بأسماء البلاد المصرية». وفي العصر العثماني وردت في التربيع العثماني الذي أجراه الوالي العثماني سليمان باشا الخادم في عصر السلطان العثماني سليمان القانوني ضمن قرى ولاية القليوبية، وفي تاريخ 1228هـ/1813م الذي عدّ قرى مصر بعد المسح الذي قام به محمد علي باشا باسم «كوم إشفين» ضمن قرى مديرية القليوبية.

## السكان
بلغ عدد سكان كوم أشفين 21,524 نسمة، حسب الإحصاء الرسمي لعام 2006.